# 39 Serpentis
39 Serpentis (39 Ser / HD 142267 / HR 5911) és un estel de magnitud aparent +6,62 situat a la constel·lació del Serpent, concretament a Serpens Caput, el cap de la serp. S'hi troba a 57 anys llum de distància del sistema solar. És una nana groga de tipus espectral G0V amb característiques físiques semblants a les del Sol. La constel·lació del Serpent també conté a λ Serpentis i ψ Serpentis, dos estels pareguts.
39 Serpentis té una temperatura efectiva de 5756 K i un diàmetre aproximadament un 10% més gran que el diàmetre solar. La seva velocitat de rotació projectada és de 2 km/s i completa una volta sobre si mateixa cada 16 dies. No s'ha detectat excés en l'infraroig ni a 24 μm ni a 70 μm, cosa que en principi descarta la presència d'un disc de pols al seu voltant.
És una estrella menys massiva que el Sol amb una massa de 0,88 masses solars. No existeix unanimitat en quant a la seva edat; compresa dins de l'ampli marge que va de 3.100 a 13.500 milions d'anys, un estudi assenyala com a edat més probable 3.240 milions d'anys mentre que un altre assenyala una edat molt major, 8.600 milions d'anys. La seva cinemàtica correspon a la d'un estel del disc fi.
Tot i les semblances amb el Sol, 39 Serpentis no pot ser considerada un anàleg solar atès que té un contingut de ferro notablement inferior, que segons la font consultada varia entre el 37% i el 45% de l'observat al Sol. Altres elements avaluats com ara sodi, silici, magnesi i calci mostren igual tendència. Pel que fa a la seva abundància de liti, aquest pot ser comparable al del Sol (logє[Li]<1,2).
39 Serpentis presenta emissió de rajos X i és una binària espectroscòpica amb un període orbital de 138,6 dies. L'òrbita sembla ser notablement excèntrica (ε = 0,5).